# Dux Britanniarum
Le Dux Britanniarum (litt. Chef des Bretons) est un général romain de la fin de l'empire ayant pour charge la défense du mur d'Hadrien en Bretagne. Il est un des trois postes de généraux en Bretagne, avec le Comes Britanniarum et le Comes littoris Saxonici per Britanniam. Il était le commandant des forces ayant remplacé la Legio VI Victrix, durant l'antiquité tardive. Son but était de défendre le nord de l'Angleterre et les Pennines contre les Pictes, les Scots et les Saxons. Son importance était aussi grande que son autonomie, à cause de l'éloignement de Rome et de ses supérieurs.

## Forces
C'est l'un des bureaux qui a possédé le plus de puissance militaire: il avait en effet sous ses ordres les limitanaei romains, gardes frontières nombreux et bien entraînés. Quatorze unités et quatorze préfets, ainsi que trente-huit officiers étaient aux ordre de ce général, pour plus de 12 500 soldats et cavaliers.

## Liste des dignitaires
La liste des Dux Britanniarum n'est pas connue, et seule quelques mentions dans de rares sources nous aident à comprendre ce qu'était vraiment cette fonction. Le dernier Dux semble être le roi Coel Hen, chef du nord à la solde de Rome.

## Bastions et places fortes
Tout au long du mur d'Hadrien, le Dux Britanniarum commandait une série de plusieurs châteaux défensifs, largement abandonnés ou détruits au fil du temps. On y trouve entre autres:
- fort Segedunum (dans leTyne and Wear)
- fort Petriana (en Cumbria)
- fort Pons Aelius (du pont Aélien, c'est-à-dire du pont d'Hadrien, dans le Tyne and Wear)
- fort Vercovicium (dans leTyne and Wear)
- fort Luguvalium (peut être capitale de Valentia, en Cumbria)
- fort Aesica (dans le Northumberland)
- fort Glannoventa (en Cumbria)
- fort Procolita (dans le Northumberland)
- fort Vindobala (dans le Northumberland)
- fort Cilurnum (dans le Northumberland)
- fort Vindolanda (dans le Northumberland)